# Quasituberitina
Quasituberitina es un género de foraminífero bentónico considerado como nomen nudum, aunque posteriormente le fue asignado una especie-tipo. Ha sido considerado un sinónimo posterior de Diplosphaerina de la subfamilia Archaesphaerinae, de la familia Archaesphaeridae, de la superfamilia Parathuramminoidea, del suborden Fusulinina y del orden Fusulinida. Fue propuesto como especie tipo a Quasituberitina magna. Su rango cronoestratigráfico abarcaba desde el Famenniense (Devónico superior) hasta el Tournaisiense (Carbonífero inferior).

## Discusión
Clasificaciones más recientes incluirían Quasituberitina en la superfamilia Caligelloidea, del suborden Earlandiina, del orden Earlandiida, de la subclase Afusulinana y de la clase Fusulinata.

## Clasificación
Quasituberitina incluía a las siguientes especie y subespecie:
- Quasituberitina magna †
  - Quasituberitina magna minor †